# مثال نقض

## مثالنقض
به مثالی که کلیّت یک حکم را از بین می‌برد، مثال نقض می‌گویند. در زبان انگلیسی به این روش از اثبات "Counterexample" گفته می‌شود.
- با استفاده از مثال نقض، ثابت می‌کنیم که یک حکم همواره درست نیست.
- اگر یک حکم فقط برای یک مثال، نادرست باشد؛ درستی آن حکم نقض می‌شود.
مثالی که نشان می‌دهد یک حکم کلی یا یک ادعا نادرست است را مثال نقض می‌گوییم
در منطق و به‌طور ویژه در ریاضیات و فلسفه، مثال نقض یا پادنمونه استثنایی است که در برابر یک حکم کلی بیان می‌شود.
برای مثال، در جملۀ «تمام دانش‌آموزان تنبل هستند» چون تنبلی به همۀ دانش‌آموزان نسبت داده شده‌است، اگر تنها یک دانش‌آموز پرتلاش وجود داشته باشد، مثال نقض حکم کلی خواهد بود و حکم نادرست است. در واقع با یک مثال حکمی را نقض می‌کنیم که به آن مثال نقض می‌گویند. نکته اینجاست که با مثال می‌توان نقض کرد، ولی با مثال نمی‌توان اثبات کرد که این مورد در هندسه مثال بسیار دارد.
به مثال‌هایی از این دست دقت بفرمائید ː
مثال ː حاصل‌ضرب هر دو عدد گنگ، عددی گنگ است.
{\displaystyle {\sqrt {2}}\times {\sqrt {8}}={\sqrt {1}}6=4\not \in Q^{c}}
می‌بینید که حاصل‌ضرب دو عدد بالا یک عدد گویا شده‌است، پس می‌توان این حکم کلی را رد کرد. در حقیقت به کمک یک مثال نقض توانستیم نادرستی یک حکم را ثابت کنیم.
مثالː تفریق دو عدد طبیعی، عددی طبیعی است.
این حکم صحیح نیست؛ زیرا می‌توان به عنوان مثال نقض {\displaystyle 5-12=-7\not \in \mathbb {N} } را عنوان کرد و نادرستی حکم را ثابت کرد.
مثالː {\displaystyle \forall x\in \mathbb {R} :x^{2}\geq x}  یا مربع هر عدد بزرگتر یا مساوی آن است.
می توان به عنوان مثال نقض عدد یک دهم را در نظر گرفت که این حکم کلی را نقض می‌کند. {\displaystyle x=0.1\to x^{2}=0.01\implies x^{2}\not \geq x}

### مثال معروف و تاریخی
فرما  ادعا کرده بود که {\displaystyle F_{n}=2^{2^{n}}+1} همواره برابر با عددی اول است. البته به ازای مقادیر یک و دو سه و چهار همین‌طور است، اما بعداً لئونهارت اویلر نشان داد که به ازای {\displaystyle n=5} حاصل عدد {\displaystyle 4294967297} خواهد بود که عدد اولی نیست؛ زیرا بر عدد {\displaystyle 641} بخش‌پذیر است. یعنی در واقع این ادعا به کمک یک مثال نقض رد شد.
{\displaystyle {F_{0}}=3,{F_{1}}=5,{F_{2}}=17,{F_{3}}=257{\rm {,}}{F_{4}}=65537}